# Cantone di Saint-Malo-2
Il Cantone di Saint-Malo-2 è una divisione amministrativa dell'Arrondissement di Saint-Malo.
È stato costituito a seguito della riforma approvata con decreto del 18 febbraio 2014, che ha avuto attuazione dopo le elezioni dipartimentali del 2015.

## Composizione
Comprende parte della città di Saint-Malo e i 7 comuni di:
- Dinard
- Le Minihic-sur-Rance
- Pleurtuit
- La Richardais
- Saint-Briac-sur-Mer
- Saint-Jouan-des-Guérets
- Saint-Lunaire